# Eugenia dictyophylla
Eugenia dictyophylla är en myrtenväxtart som beskrevs av Ignatz Urban. Eugenia dictyophylla ingår i släktet Eugenia och familjen myrtenväxter. Inga underarter finns listade i Catalogue of Life.